# Myrmarachne dirangicus
Myrmarachne dirangicus là một loài nhện trong họ Salticidae.
Loài này thuộc chi Myrmarachne. Myrmarachne dirangicus được Bastawade miêu tả năm 2002.